# Cova d'en Sallarès
La cova d'en Sellarés és un jaciment arqueològic que es troba a la vila de Capellades (l'Anoia), declarat bé cultural d'interès local.
Deu el seu nom a Vicenç Sellarés i Marqués, que fou forner de la població de Capellades i que possiblement va col·laborar amb Amador Romaní en els treballs arqueològics que es realitzaren a la cova. Es tracta d'una cova d'habitació sense estructures que va ser documentada per primera vegada l'any 1905 durant les prospeccions i actuacions arqueològiques realitzades als abrics i coves de la cinglera del Capelló. La proximitat amb l'Abric Agut i l'Abric Romaní permet relacionar-lo com un espai d'habitació associat amb aquests jaciments i el conjunt arqueològic de la cinglera del Capelló.

## Situació geogràfica i geològica
L'entrada de la cova està situada al sud de l'Abric Agut, gairebé en l'àmbit del camí de la base de la formació vil·lafranquiana de travertins de la cinglera del Capelló, al municipi de Capellades, a la comarca de l'Anoia.

## Descobriment i historiografia del jaciment
Va ser investigada per Amador Romaní l'any 1905, les tasques arqueològiques van permetre recuperar alguns materials arqueològics. Malauradament el registre realitzat no permet establir una relació temporal entre els materials i les restes faunístiques, d'altra banda tampoc s'aporten dades estratigràfiques que permetin conèixer la dinàmica de formació del jaciment. L'any 1976 es van fer nous treballs arqueològics sota la direcció d'Eduard Ripoll i L.G Freeman dintre del pla d'inventari i confecció de la carta arqueològica municipal. Ambdós van considerar convenient associar aquest espai amb l'abric Agut.

## Descripció
Les dimensions de la cova són de 3m d'ample per 4m de profunditat i 1,80m d'alçada. No s'han identificat estructures.

## Troballes.
Durant els treballs fets l'any 1905 es van recuperar alguns fragments de ceràmica feta a mà, una eina de sílex retocada, carbons, una petxina i restes de fauna de naturalesa indeterminada. Un dels fragments ceràmics presenta una decoració cardial que dibuixa una corona en la superfície externa, per la qual cosa es pot associar una de les fases de la seva ocupació amb el marc cronològic dels primers moments del Neolític antic.
El 28 de març de 2023 el Departament de Cultura de la Generalitat de Catalunya declara el conjunt monumental de la Cinglera de Capelló com a Be Cultural d'Interès Nacional, dins la categoria de zona arqueològica.